# NGC 3411
NGC 3411 је елиптична галаксија у сазвежђу Хидра која се налази на NGC листи објеката дубоког неба.
Деклинација објекта је - 12° 50' 42" а ректасцензија 10h 50m 26,1s. Привидна величина (магнитуда) објекта NGC 3411 износи 11,9 а фотографска магнитуда 12,9. Налази се на удаљености од 83,031 милиона парсека од Сунца. NGC 3411 је још познат и под ознакама NGC 3402, MCG -2-28-12, PGC 32479.